# Rogelio Manuel Díaz Brown
Rogelio Manuel Díaz Brown Ramsburgh (Ciudad Obregón, 26 de enero de 1980) es un político e ingeniero agroindustrial mexicano, vinculado al Partido Revolucionario Institucional.

## Carrera
Díaz Brown nació en Ciudad Obregón el 26 de enero de 1980. Luego de cursar una carrera de Ingeniería Agroindustrial, a mediados de la década de 2000 ocupó varios cargos en el Partido Revolucionario Institucional como consejero municipal y estatal en Sonora, dirigente del Frente Juvenil Revolucionario en el Municipio de Cajeme y consejero nacional suplente del partido.
Entre el 2006 y el 2009 ejerció como diputado local por la LVIII Legislatura del Congreso de Sonora. El 29 de agosto de 2009 tomó protesta como diputado por la LXI Legislatura del Congreso de la Unión de México, integrando las comisiones de fortalecimiento al federalismo, recursos hidráulicos y tercerización de servicios en el sector público, y ejerciendo como secretario de la comisión de desarrollo rural.
Tras su labor como diputado, en 2012 fue elegido presidente municipal del Ayuntamiento de Cajeme, y en 2015 fue nombrado secretario de Desarrollo Social del Gobierno del Estado de Sonora, cargo que ocupó hasta el año 2018. En 2022 se convirtió en el nuevo presidente del PRI en Sonora.